# 2M1207b
2M1207b је планета која се налази у орбити смеђег патуљка 2M1207, у сазвежђу Кентаур, око 170 светлосних година од Земље. Значајна је по томе што је једна од првих екстрасоларних планета откривених директним посматрањем (инфрацрвеним снимањем), априла 2004. године Веома великим телескопом (ВЛТ, енгл. Very Large Telescope) на Паранал опсерваторији у Чилеу од стране тима Европске јужне опсерваторије који је предводио Гаел Шовин. Верује се да јој је маса од 3 до 10 пута већа од масе Јупитера и да кружи око смеђег патуљка 2M1207 на удаљености истој као и Плутон од Сунца.